# John Ellis (fysiker)
Jonathan Richard Ellis CBE FRS (född 1 juli 1946) är en brittisk teoretisk fysiker som är Clerk Maxwell Professor of Theoretical Physics vid King's College London. Han har också under många år arbetat vid CERN, bland annat som chef för teoridivisionen 1988-1994.
Hans forskning handlar främst om fenomenologiska aspekter av partikelfysik, även om han också har lämnat viktiga bidrag inom astrofysik, kosmologi och kvantgravitation.  Han var också en av pionjärerna inom det som numera kallas astropartikelfysik.
Han är hedersdoktor vid Uppsala Universitet (1977).